# Kinesiska muren (byggnad)
Kinesiska muren är det namn som oftast används om byggnaden på Skeppsbron 4 i Göteborg. Huset uppfördes 1914-1915 och ligger i Kvarteret Redaren 1 med fastighetsbeteckningen Inom Vallgraven 50:1. Byggnaden är det näst äldsta kvarvarande huset på Skeppsbron. Huset ritades av arkitekterna Hans Hedlund och Björner Hedlund.

## Arkitektur och historik
Byggnaden uppfördes 1914–1915 som kontor och banklokal för Göteborgs Handelsbank. Under många år hade Röda bolaget sitt huvudkontor här och hade även en liten del av kajen. Röda bolaget lämnade 1970 då fastigheten såldes till Göteborgs Stad.. Detta skedde inför att en motorled planerades att uppföras.
1961 öppnande Göteborgs andra kinesiska restaurang i byggnaden, Kinesiska muren, och den låg kvar till sommaren 2016. Kinesiska muren tog över de restaurantlokaler som dittills varit Restaurant Fenix som drevs av krögaren och Göteborgsprofilen Ellen Jonsson. Det är från denna restaurang som byggnaden har fått sitt namn.

### Exteriör
Byggnaden har en kraftfull framtoning helt i enlighet med det nationalromantiska ideal som rådde på 1910-talet. Huset har sex våningar och en brant vindsvåning, samt ett gavelmotiv mot Skeppsbron. Sockeln och bottenvåningen är klädd i granit, medan övrig fasad har en terrasitputs i en gråbrun färgställning. Husets komposition är fri, varför den inte framstår som helt symmetrisk. Från fasaden sticker även burspråk ut och det finns även smidesdetaljer i form av ankarslutar. Byggnaden bevarar i stort sett alla fönster från byggnadstiden.
Hörnentrén vid Bryggargatan, där tidigare restaurang Kinesiska muren låg, har fin smidesdekor. Runda spiralformer är ett återkommande motiv i både den huggna graniten i sockel och pelare såväl som i entréernas portaler.

### Interiör
Interiört bevarar huset mycket av sin karaktär i trapphusen där framförallt hisschaktets inklädnad med järn- och nätdetaljer såväl som trappans ledstänger i trä och smide. Trappans plansteg är i sten, samtidigt som vilplanen är lagd med keramikplattor i dekorativa mönster.

## Konstruktion
Byggnaden var ursprungligen konstruerad på träpålar som vilade på en rustbädd, men blev 2017 grundförstärkt med stålpålar ner till fast berg. Orsaken till detta var att huset hade problem med sättning, något som hade mätts mellan 1914 och 2008, där den årliga förändringen låg på mellan 2 och 5 mm. Totalt under mätperioden hade sättningen uppgått till mellan 650 och 1 250 mm.

## Skydd i detaljplan
Kinesiska muren har märkning Q i detaljplanen för området, vilket inkluderar ett rivningsförbud.

## Bildgalleri

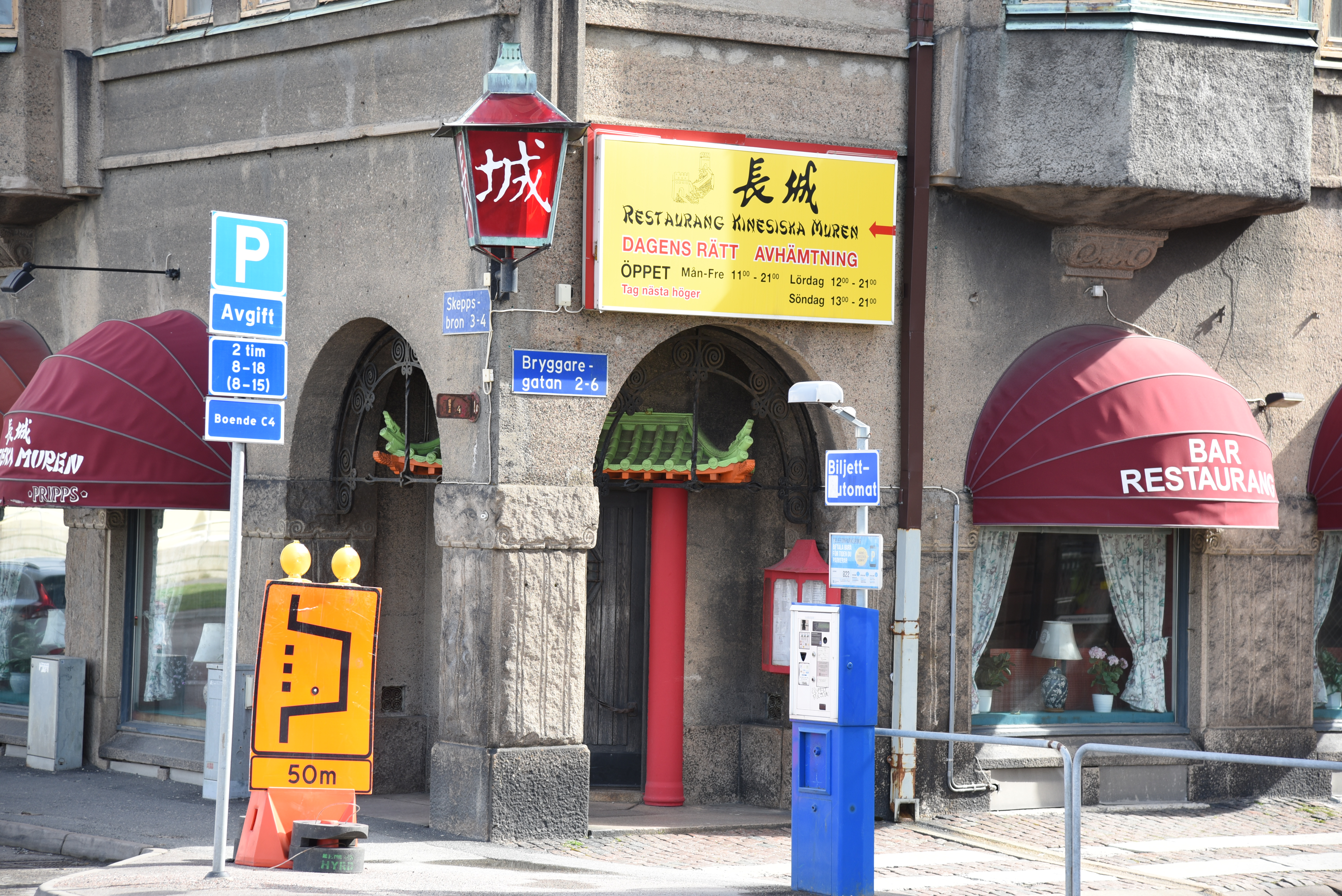
Detalj av hörnet Skeppsbron och Bryggargatan. Man ser här sockelns granitutformning, smidesdetaljer i valvbågen och utskjutande burspråk på fasaden.